# Kyle Miller
Kyle Miller (...) è un ex nuotatore statunitense.

## Palmarès
- Mondiali

Guayaquil 1982: oro nella 4x200m stile libero.